# South Wimbledon
South Wimbledon - stacja metra londyńskiego położona w dzielnicy Merton. Została otwarta w 1926. Projektantem stacji był Charles Holden. Zatrzymują się na niej pociągi Northern Line. Obecnie korzysta z niej ok. 3,7 mln pasażerów rocznie. Leży na granicy trzeciej i czwartej strefy biletowej.